# Grand Hotel Brunate
Il Grand Hotel Brunate è l'ultima opera in stile Liberty dell'architetto Giuseppe Casartelli. Sito a Brunate, in provincia di Como, venne ultimato nel 1893, un anno prima dell'inaugurazione della funicolare Como-Brunate, e adibito ad albergo. Oggi, dopo un frazionamento della proprietà, è stato adibito ad appartamenti privati.

## Architettura
Situato nella località Pizz del comune di Brunate, fuori dal nucleo storico, è caratterizzato da un impianto a cinque piani, sproporzionato rispetto alle ville e agli altri edifici circostanti, ma in linea con le grandi strutture alberghiere in Italia e in Europa.
La pianta è rettangolare e in facciata presenta una scansione di sei lesene neoclassiche che si alternano a grandi finestre singole e doppie sovrastate da importanti stucchi che vanno a dare movimento alla facciata insieme ai balconi, i quali presentano nei parapetti parti in ferro battuto.
Al piano terra si trova una grande veranda sovrastata da una grande terrazza sorretta da colonnine.
L'albergo contava cinquanta locali: ai piani terra e primo si trovavano le sale destinate a vestibolo, sala da pranzo, sala lettura e fumoir, mentre ai piani superiori si trovavano le camere da letto e le suite. 
Le decorazioni sono opera del pittore Travaglini di Varese.
L'edificio perse la sua funzione di albergo nel secondo dopoguerra e negli anni 1960 venne ristrutturato e adibito a condominio residenziale.